# Barbara Thériault
Barbara Thériault (geb. 1972 in Lévis, Québec) ist eine kanadische Soziologin und Schriftstellerin. Sie ist Professorin für Soziologie an der Universität Montreal und für ihre ethnografischen Studien zur Mitte der Gesellschaft in Deutschland sowie für ihre Arbeiten zur soziologischen Schreibweise im Stil des Feuilletons bekannt. Neben ihrer akademischen Tätigkeit ist sie ausgebildete Friseurin und verbindet ihre Erfahrungen im Friseurhandwerk mit ihrer soziologischen Forschung.

## Leben
Barbara Thériault wurde 1972 in Lévis, Québec, geboren. Sie studierte Politikwissenschaft an der Université Laval und setzte ihre Ausbildung in Soziologie am Max-Weber-Kolleg der Universität Erfurt sowie in Brüssel fort, wo sie promovierte. Ihre Habilitation absolvierte sie an der Europa-Universität Viadrina in Frankfurt (Oder).
Sie ist Professorin am Département de sociologie und am Centre canadien d’études allemandes et européennes (CCEAE) der Université de Montréal. Zudem leitet sie die Rubrik „Feuilleton“ der Zeitschrift Sociologie et sociétés.
Thériault war 2018 Stadtschreiberin in Lemberg (Ukraine) und 2022 Stadtschreiberin in Halle (Saale).

## Werk
Thériaults Forschung befasst sich mit der Alltagskultur und der Lebenswelt der gesellschaftlichen Mitte in Deutschland. Ein zentrales Anliegen ihrer Arbeit ist die Verbindung von Soziologie, Literatur und Reportage. Inspiriert von den Feuilletons der 1920er- und 1930er-Jahre, insbesondere von Siegfried Kracauer und Georg Simmel, entwickelte sie eine experimentelle soziologische Schreibweise.
In ihrem Buch Die Bodenständigen: Erkundungen aus der nüchternen Mitte der Gesellschaft (2020) betrachtet sie anhand von Beobachtungen und Gesprächen in Erfurt die Selbstbeschreibung und Lebensführung dieser sozialen Schicht. Sie legt darin besonderen Wert auf eine detaillierte Beschreibung ohne Wertung oder Verallgemeinerung.
Während ihrer Promotion ließ sie sich zur Friseurin ausbilden und arbeitete in Friseursalons und Barbershops in Montreal, Erfurt und Halle. Ihre Erfahrungen verarbeitete sie im Buch Abenteuer einer linkshändigen Friseurin (2024). Darin befasst sie sich mit der Ästhetik des Alltags und den sozialen Interaktionen im Friseursalon als Mikrokosmos der Gesellschaft.
Sie führt das Kracauer-Projekt durch, das sich mit der soziologischen Schreibweise und einer empirischen Studie in einer ostdeutschen Stadt beschäftigt. Ziel ist es, durch kurze, unterhaltsame Texte ein breites Publikum zu erreichen, ohne den wissenschaftlichen Anspruch zu verlieren.
Neben ihrer Forschungstätigkeit unterrichtet Thériault klassische Soziologie und übersetzt deutsche Feuilletons ins Französische, darunter Werke von Georg Simmel, Norbert Elias, Joseph Roth, Siegfried Kracauer und Kurt Tucholsky.

## Veröffentlichungen (Auswahl)
- „Conservative revolutionaries“. Protestant and Catholic churches in Germany after radical political change in the 1990s. Berghahn Books, New York/Oxford 2004, ISBN 1-57181-667-4.
- The cop and the sociologist. Investigating diversity in german police forces. Transcript, Bielefeld 2013, ISBN 978-3-8376-2310-9.
- Die Bodenständigen. Erkundungen aus der nüchternen Mitte der Gesellschaft. edition überland, Leipzig 2020, ISBN 978-3-948049-05-8.
- Abenteuer einer linkshändigen Friseurin. edition überland, Leipzig 2024, ISBN 978-3-948049-22-5.